# Поткалиње (Босанска Крупа)
Поткалиње је насељено мјесто у Босни и Херцеговини, у општини Босанска Крупа, које административно припада Федерацији Босне и Херцеговине. Према попису становништва из 1991. у пријератном насељеном мјесту Поткалиње је живјело 284 становника. Након потписивања Дејтонског споразума већи дио пријератног Поткалиња је припао Федерацији БиХ, а мањи Републици Српској. Према попису становништва из 2013. у насељу је пописано 45 лица.

## Становништво
| Демографија | Демографија | Демографија |
| Година      | Становника  | Становника  |
| ----------- | ----------- | ----------- |
| 1948.       | 557         |             |
| 1953.       | 590         |             |
| 1961.       | 606         |             |
| 1971.       | 523         |             |
| 1981.       | 446         |             |
| 1991.       | 281         |             |